# Rhabdotina purpurascens
Rhabdotina purpurascens là một loài bướm đêm trong họ Noctuidae.